# (9966) 1992 ES13
(9966) 1992 ES13 là một tiểu hành tinh vành đai chính. Nó bay quanh Mặt Trời theo chu kỳ 3.67 năm.
Được phát hiện ngày 2 tháng 3 năm 1992 bởi Uppsala-ESO Survey of Asteroids và Comets, Tên chỉ định của nó là "1992 ES13".